# Gramatik (producent muzyczny)
Gramatik, właściwie Denis Jasarevic (ur. 19 października 1984) – słoweński kompozytor oraz producent muzyczny tworzący szeroko pojętą muzykę elektroniczną. W swojej twórczości efektywnie balansuje na granicy różnych gatunków muzycznych takich jak: hip-hop, funk, jazz, soul, blues czy też dubstep.
Artysta grał także koncert w Polsce, miało to miejsce 14 listopada 2017 roku w warszawskim klubie "Progresja".

## Dyskografia

### Albumy studyjne
| Expedition 44               | - Data: 19 lipca 2008 - Wydawca: Lowtemp         | — |
| Street Bangerz Vol 1        | - Data: 3 grudnia 2008 - Wydawca: Cold Busted    | — |
| Street Bangerz Vol 2        | - Data: 19 listopada 2009 - Wydawca: Cold Busted | — |
| Street Bangerz Vol 3        | - Data: 2010 - Wydawca: Cold Busted              | — |
| No Shortcuts                | - Data: 6 czerwca 2010 - Wydawca: Lowtemp        | — |
| Beatz & Pieces Vol. 1       | - Data: 12 lipca 2011 - Wydawca: Wydanie własne  | — |
| SB#4                        | - Data: 1 lutego 2013 - Wydawca: Lowtemp         | — |
| The Age Of Reason           | - Data: 25 stycznia 2014 - Wydawca: Lowtemp      | — |
| Coffee Shop Selection       | - Data: 18 marca 2015 - Wydawca: Lowtemp         | — |
| The Condor OST (oraz Lukas) | - Data: 15 maja 2015 - Wydawca: Lowtemp          | — |
| Epigram                     | - Data: 25 marca 2016 - Wydawca: Lowtemp         | — |
| Street Bangerz Vol. 5       | - Data: 2018 - Wydawca:                          | — |
| Coil Deluxe                 | - Data: 13 marca 2020 - Wydawca: Lowtemp         | — |
| „—” album nie był notowany. |                                                  |   |

### Minialbumy
| Tytuł            | Dane dot. albumu                                | Pozycja na liście |                                          |   |
| ---------------- | ----------------------------------------------- | ----------------- | ---------------------------------------- | - |
| Tytuł            | Dane dot. albumu                                | Dreams About Her  | - Data: 15 lipca 2008 - Wydawca: Lowtemp | — |
| Water 4 The Soul | - Data: 29 lipca 2009 - Wydawca: Cold Busted    | —                 |                                          |   |
| #digitalfreedom  | - Data: 2012 - Wydawca: Wydanie własne          | —                 |                                          |   |
| Re:Coil Pt. 1    | - Data: 20 października 2017 - Wydawca: Lowtemp | —                 |                                          |   |

### Single
- "You Don't Understand" (2013)
- "Brave Men" (2014)
- "Hit That Jive" (2014)
- "Native Son" (2016)
- "Voyager Twins" (2017)
- "Recovery" (2017)
- "Puff Your Cares Away" (2019)
- "Better Believe It Now"
- "Requiem for Peace"  (2019)

### Kompilacje
- Coffee Shop Selection (2015)

## Nagrody i wyróżnienia
| Rok  | Kategoria             | Nagroda               | Nota      |
| ---- | --------------------- | --------------------- | --------- |
| 2010 | Best Chill Out Artist | Beatport Music Awards | Nominacja |
| 2010 | Best Chill Out Track  | Beatport Music Awards | Nominacja |
| 2012 | Best Track            | Beatport Music Awards | Laur      |